# Tallisaaret (ö i Mellersta Finland)
Tallisaaret är en ö i Finland. Den ligger i sjön Sumiainen och i kommunen Äänekoski i den ekonomiska regionen  Äänekoski ekonomiska region  och landskapet Mellersta Finland, i den centrala delen av landet, 280 km norr om huvudstaden Helsingfors. Öns area är 2 hektar och dess största längd är 260 meter i nord-sydlig riktning.  Notera att namnet antyder att det är fråga om flera öar.